# Provincie Iwaki (718)

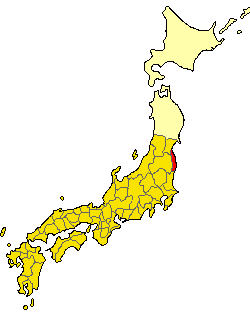
Mapa japonských provincií z roku 718 se zvýrazněnou provincií Iwaki

Provincie Iwaki (japonsky 石城国, Iwaki-no kuni) byla stará japonská provincie, která se rozkládala na území dnešních prefektur Fukušima a Mijagi.

## Historie
Tato územněsprávní jednotka existovala jen po krátký čas během období Nara. Vznikla v roce 718, kdy došlo k rozdělení provincií Mucu a Hitači. Tehdy byly okresy Iwaki (石城), Namekata (行方), Šineha (標葉), Uda (宇太) a Watari (曰理), jež byly do té doby součástí provincie Mucu, a okres Kikuta (菊多) patřící k provincii Hitači začleněny do nově vytvořené provincie Iwaki. Toto úřední rozhodnutí bylo někdy mezi roky 722 a 724 opět zrušeno a všechny zmíněné okresy včetně okresu Kikuta byly opětovně začleněny do provincie Mucu.